# 特种空勤团
特種空勤團，又称特別空勤局、特種空勤團、空勤特遣隊（英語：Special Air Service，縮寫：“SAS”）是英國陸軍的一支特種部隊單位。它於1941年創立時為團級部隊，1950年5月13日編為獨立兵種。該部隊會執行多種任務，包括：隱蔽偵察、反恐、直接行動和人質營救等。
SAS目前由三個團組成，包括第22特種空勤團，它是由英國特種部隊（UKSF）直接指揮的基本組成部份；第21特種空勤團以及第23特種空勤團，這兩個團為第1情報監偵旅直接指揮的預備役單位。然而在2019年，第21和23特種空勤團被再次編入UKSF的指揮架構之內。與常規作戰單位的第22團只從英軍招募人員不同的是，作為預備役單位的第21和第23團會從平民招募人員。
SAS最早於二戰期間的1941年成立，當時為在北非戰線執行敵後任務的陸軍志願人員，人數稀少而且作風低調。它於1947年重組為本地陸軍的一部份，定名“第21特種空勤團（藝術家步槍團）”。而隸屬常規陸軍的第22特種空勤團亦因在1980年伊朗大使館包圍戰的寧祿行動（Operation Nimrod）中取得成功後，便受到各地媒體關注，並贏得舉世聲譽。在福克蘭戰爭中的表現，SAS亦證明了他們在傳統作戰與反恐上同樣具有卓越的能力。它同時亦是世界上最早建立各方面制度的特种部队，因此多國特種部隊視其為楷模，美國陸軍三角洲部隊等就是師承SAS成立的。

## 任務
特种空勤团基本上負責以下任務：
- 在戰場上搜集情報
- 在國內與警察合作反恐
- 協助訓練盟友軍隊
- 要員保護
- 鎮壓暴亂
- 人质拯救

## 歷史

### 二戰
特種空勤團是於1941年7月由大衛·史丹林所創立，原稱“L分遣隊”，特種空勤旅。其“L”稱號和“空勤”命名最初是為了配合英軍的造謠計劃，以圖誤導德軍及意軍，令他們認為該部隊是一支與其他部隊一起行動的傘兵團（真正的特種空勤團會以行動“證明”假的單位存在） 。它被構想為一支在北非戰場中深入敵後行動的突擊隊，最初預定該部隊會由5名軍官和60名其他軍階的士兵組成。特種空勤團的首次任務是在1941年11月進行，當時他們空降到地面以支援十字軍行動的進攻。由於遭到德意聯軍頑強抵抗以及不利的氣候環境，該任務成為一場災難。部隊中有22人陣亡或被俘虜。然而其第二次任務卻是個巨大的成功，當時特種空勤團的隊員由長距離沙漠群運送到戰場作戰，並突襲了位於利比亞的三個機場，摧毀了敵軍60架飛機，代價是兩名士兵陣亡和失去三部威利吉普車。1942年9月，該部隊更名為“第1特種空勤團”（1st SAS），並由當時的4個英軍部隊、舟艇部門、自由法國士兵，以及希臘的聖軍所組成。

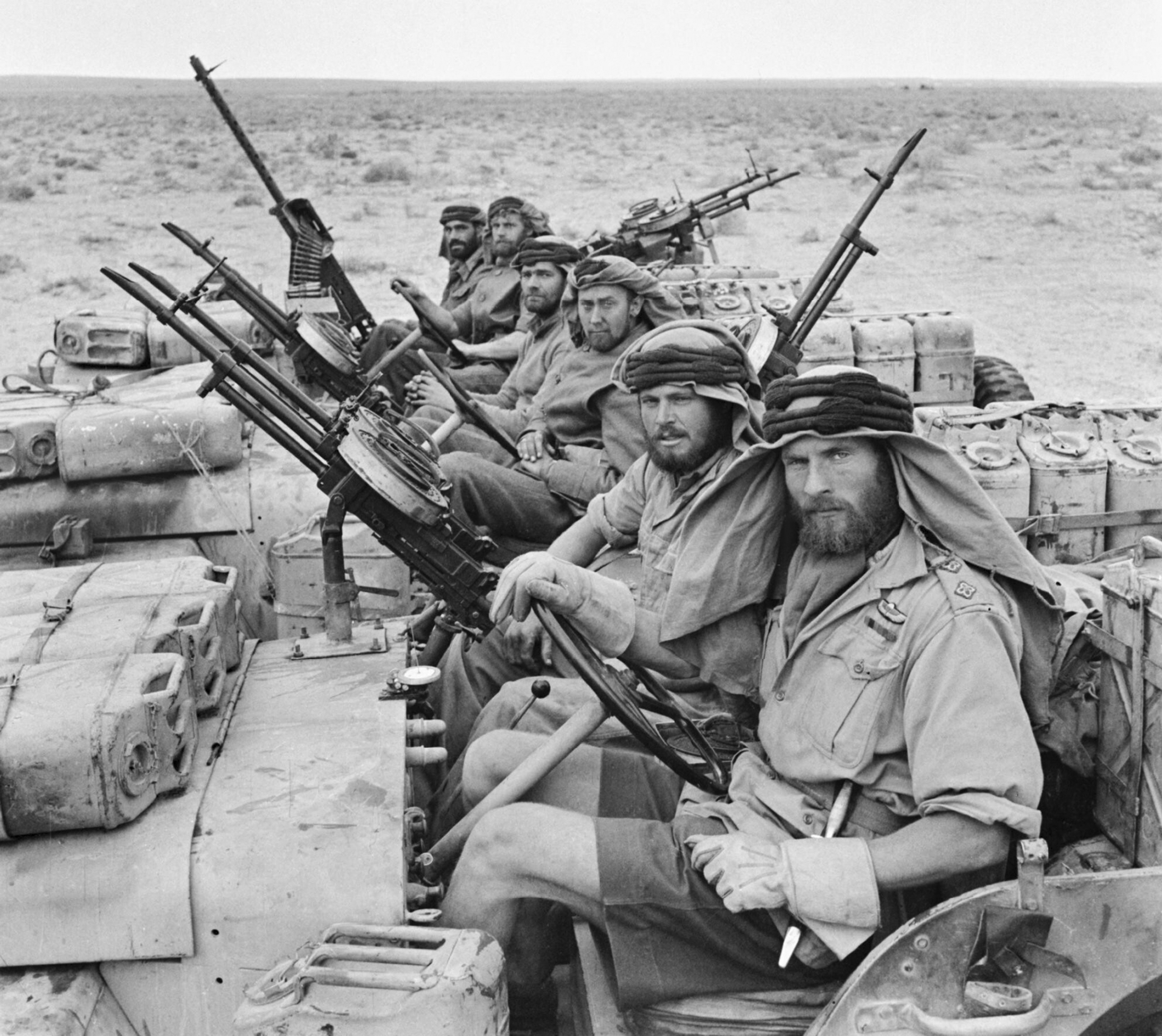
二戰期間於北非作戰的SAS隊員

1943年1月，大衛·史丹林上校於突尼斯被敵軍俘虜，帕迪·梅恩上校取代了他作為新的指揮官。1943年4月，第1特種空勤團改隸梅恩指揮的特別突擊小隊，而特別舟艇隊則由喬治·傑利科指揮。特別突擊小隊曾與後來於1943在北非成立的第2特種空勤團於義大利一同作戰。特別舟艇小隊亦在愛琴海諸島和多德卡尼斯戰鬥至戰爭結束。1944年，一個空勤旅得以成立，它是由英國的第1和第2特種空勤團、法國的第3和第4特種空勤團，以及比利時的第5特種空勤團所組成。它奉命於法國進行傘降行動，以及執行各種以支援盟軍推進比利時、荷蘭（飛馬行動）和德國（拱門行動）為目的的軍事行動。由於希特拉於1942年10月18日發行的“突擊隊命令”，特種空勤團隊員們需承擔額外風險，因為一旦他們成為德軍俘虜後便會立刻遭到處決。1944年7月，在燈泡行動當中，34名被俘的特種空勤團隊員被德軍當場處決。而在1944年10月的萊頓行動當中，再有31名被俘特種空勤團隊員被德軍當場處決。

### 戰後
在二戰結束後，由於英國政府認為特種空勤團已經沒有繼續存在的必要性，故於1945年10月8日解散了該部隊。
次年，本地陸軍認為他們有需要成立一支長期的深入滲透突擊隊單位的必要性，因此一個新的特種空勤團得以成立。最終，一支於1860年成立，部隊位於尤斯頓的杜克斯路，稱為藝術家來福槍步兵團的部隊於1947年1月1日改編為第21特種空勤團。

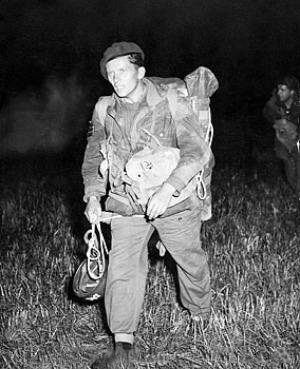
一名隸屬第21特種空勤團的士兵剛在丹麥完成夜間跳傘訓練，攝於1955年

1950年，第21特種空勤團奉命參與韓戰。但他們才在英國完成三個月訓練後便獲知朝鮮半島的這場戰爭用不著他們，因此部份人員自願參與了馬來亞危機的戰事。他們抵達馬來亞後由邁克·卡爾維特指揮，此人當時正在創立稱作“馬來亞斥候”（Malayan Scouts）的軍事單位。在先前卡爾維特已在遠東地區成立一個由100名志願者組成的小隊，是為A中隊。而第21特種空勤團則成為B中隊。後來卡爾維特親自前往羅德西亞進行招募，由1000名志願者組成的羅德西亞特種空勤團（即C中隊）因而得以成立。這些羅德西亞人服役了三年後便回到了自己國家，後來他們的職位由一個紐西蘭中隊所繼承。與此同時，英國人意識到他們需要成立一個隸屬常規陸軍的特種空勤團。為此，第22特種空勤團於1952年正式納入陸軍的編制，並自1960年開始長駐赫里福德。1959年，第23特種空勤團作為該部隊的第三個團誕生，它是由重新改名後的預備役偵察單位組成。

### 第22特種空勤團
自馬來亞危機後，第22特種空勤團的隊員參與了印馬對峙戰事中的隱蔽偵察和監視行動，以及一些大型突擊行動。一次針對共產主義遊擊隊的行動包括在阿曼發生的米爾巴特之戰。他們也參與了亞丁緊急狀態、北愛爾蘭問題和在岡比亞的作戰。他們的特別計劃隊伍亦為西德反恐部隊——德國聯邦邊防軍第9國境守備群（GSG 9）在參與漢莎航空181號班機劫機事件的營救行動期間提供協助。特種空勤團的反恐部門參與了伊朗駐英大使館包圍戰的人質營救行動。福克蘭戰爭期間，特種空勤團B中隊為米卡多行動進行了準備，然而該行動最終取消了，取而代之，D和G中隊參與了突襲佩布爾島的行動。弗拉菲烏斯行動是一次較具爭議性的軍事行動，當時身穿便服的第22特種空勤團隊員據稱是為了阻止臨時愛爾蘭共和軍在直布羅陀策劃針對英軍的炸彈襲擊而槍殺了該組織三名成員，事後發現被擊斃的三人沒有持有武器或爆炸裝置。儘管在直布羅陀的審訊表明特種空勤團的行動合法，他們卻仍然受到歐洲人權法院的批評。隨後臨時愛爾蘭共和軍和阿爾斯特防衛協會亦為了報復而在貝爾法斯特發動連環恐襲和暴力事件。第22特種空勤團後來亦在波斯尼亞引導北約軍機向塞爾維亞族武裝人員發動空襲，並搜捕戰犯。他們也參與了科索沃戰爭並協助科索沃解放軍跟塞爾維亞軍打遊擊戰。來自阿爾巴尼亞的消息指出，在行動中有一名特種空勤團中士被塞爾維亞特種部隊擊斃。
海灣戰爭期間，A、B和D中隊部署到戰場作戰，為繼二戰後特種空勤團最大的一次動員。當中較著名的有布拉沃2-0小隊的失敗行動。在塞拉利昂，第22特種空勤團參與了巴拉斯行動，這是一次人質營救行動，目的是要從當地武裝份子救出被綁架的皇家愛爾蘭團士兵。911襲擊後，英國參與了以美國為首的聯軍入侵阿富汗的行動。兩個第22特種空勤團中隊與其餘兩個本土陸軍的特種空勤團前赴當地執行任務，以打擊並崩解基地組織在當地的勢力和推翻塔利班政權。期間該團發起了特倫特行動，為它成立至今最大的一次行動。行動中進行了其首次戰時高海拔軍事跳傘。在入侵後，他們一直在阿富汗與塔利班和其他叛軍戰鬥至2006年，然後被調派到伊拉克直到2009年，再重新部署到阿富汗。
第22特種空勤團也參與了伊拉克戰爭，更顯著的是他們早在聯軍入侵伊拉克前已在當地行動。後來，他們加入了美國為首成立的布萊克／奈特特遣隊以應付當地的叛亂勢力。2005年後期到2006年初，特種空勤團被短暫併入美國聯合特種作戰司令部並專注於打擊當地的基地組織勢力，更與三角洲部隊一起對抗遜尼派武裝份子。該反叛亂作戰最終取得了成功，英國特種部隊在伊拉克的任務亦於2009年5月結束。
許多英國媒體均推測特種空勤團有可能參與了埃拉米行動和2011年利比亞內戰，其中每日電訊報報導指“來自國防部的消息確認了特種空勤團已抵達利比亞數周，並在的黎波里的陷落中擔任了重要角色”。另一方面，衛報的報導指“他們擔任著前進空中管制員的崗位，負責指導空軍人員攻擊目標並與北約的行動指揮官進行通訊。他們亦向當地叛軍提供了訓練”
特種空勤團在2014年8月末再度被部署到伊拉克，根據前秘密情報局人員理查德·巴雷特指出，他們也可能會派到敘利亞以追蹤有“披頭士”之稱的伊斯蘭國領導層。2014年10月，特種空勤團開始在伊拉克西部的伊斯蘭國補給線發起突襲，並透過直昇機空投狙擊小組專用的輕型載具。消息指特種空勤團的隊員在突襲開始後的每天擊斃至少八名伊斯蘭國武裝份子。

### 對其他特種部隊的影響
特種空勤團在戰後的重組亦導致部份英聯邦成員國成立了類似的單位。當中包括了加拿大特種空勤連隊，它於1947年成立，並在1949年解散。紐西蘭特種空勤團中隊於1955年6月成立，並曾與英國特種空勤團一同在馬來亞行動，它在2011年成為一個完整的團。澳洲亦於1957年7月創立其第一特種空勤團，並在1964年擴展為一個完整的團。在馬來亞危機過後，羅德西亞的C中隊成員回國後於1961年組成了羅德西亞特種空勤團，並一直保持著“C中隊（羅德西亞）特種空勤團”的名稱在羅德西亞安全部隊存在至1978年。
一些非英聯邦國家也成立了以特種空勤團為榜樣的單位。當中有比利時地面部隊的特種部隊群，它有著跟英國特種空勤團一樣的帽徽，其根源最早可追溯到二戰期間的第5特種空勤團。法國陸軍的第1海軍陸戰傘降團（1er RPIMa）的歷史最早也可追溯到二戰間的第3和第4特種空勤團，並保留了其座右銘“敢做就贏”。美國陸軍的第1特種作戰分遣隊（三角洲部隊）是由查爾斯·埃文·貝克維茲上校所創立，他曾在第22特種空勤團作為一名交換生服役，並意識到美國陸軍需要一支類似的部隊。以色列的總參謀部偵察部隊也是以特種空勤團為藍本創立，並有著相同的座右銘。其他受特種空勤團影響深遠的部隊還包括：愛爾蘭陸軍遊騎兵、菲律賓國家警察特別行動部隊以及香港警務處特別任務連等。

## 組成
基於特種部隊的特殊任務性質，英國政府不會對他們多作評論，因此有關現代特種空勤團的資料相當有限。目前已知特種空勤團有三個組成部份：一個常規單位以及兩個預備役單位。常規單位為第22特種空勤團、其餘的兩個預備役單位為第21特種空勤團和第23特種空勤團。

### 中隊
第22特種空勤團大約有400—600兵力，該團有4個行動中隊，分別為：A、B、D和G中隊，每個中隊大約由65人組成，並由1名少校負責指揮，再劃分為4支小隊（每支小隊均由1名上尉指揮）以及1個小型總部分部。
每支小隊大約有15人（每名特種空勤團隊員被普遍的稱作“刀刃”或“幹員”），而每支小隊的巡邏隊伍則由4人組成，每名隊員都是有著特定技能的專家，如：通訊、爆破、急救和語言專家。另外他們也掌握在訓練課程中學會的基本技能。其“中隊”的用語最早可追溯到二戰時期，當時使用該術語的目的是要令德國的情報人員無法掌握實況 。4支小隊必須精通這4個不同領域的崗位：
- 舟艇小隊：精巧於水上作戰技巧，例如：使用呼吸器材潛水、利用皮艇和剛性充氣船（英语：Rigid-hulled inflatable boat）執行任務並經常與特別舟艇隊一同訓練[72]。
- 空中小隊：為各種自由掉落式跳傘以及高海拔軍事跳傘的專家，掌握各項跳傘技巧[72]。
- 機動小隊：精通於駕駛載具，並是在沙漠地形作戰的專家[73]。他們也被訓練至具備進階的電機力學知識，以方便在現場維修任何故障的載具[74]。
- 山地小隊： 精通於在極地環境作戰和攀登技巧，配備各種專業裝備，如：滑雪板和雪鞋[72]。

於1980年還新增了1個R中隊（後來被改名為L分部），其隊員全部由自願成為預備役的前常規特種空勤團士兵組成。在大多數時候，他們是處於純粹待命狀態而非正式的預備役，而且被動員的機會不大，除非是在國家陷入緊急情況或初期戰爭時期，否則很少會動員起來 。
另外根據軍事消息指，英國特種部隊內還存在著1個“E中隊”，其隊員來自第22特種空勤團和特別舟艇隊，並被形容為“精英中的精英”。它被用於執行各種由秘密情報局指揮的隱蔽行動，類似於美國中央情報局的特別活動部。
第22特種空勤團會採用“值班輪換”的形式來進行部署，並會保留1個中隊在英國本土以負責各種突發的反恐任務。例如：在第2中隊進行部署的同時，第3中隊將準備部署並在進行短期訓練；第4中隊將準備長期在海外接受培訓，如叢林或沙漠演習。然而在戰爭時期，如2003年入侵伊拉克，同時派出兩個中隊的情況並不罕見。
| 第22特種空勤團      | 第21特種空勤團          | 第23特種空勤團      |
| ------------------- | ----------------------- | ------------------- |
| 'A'中隊（赫里福德） | 'A'中隊（攝政公園軍營） | 'B'中隊（利茲）     |
| 'B'中隊             | 'C'中隊（布拉姆利軍營） | 'D'中隊（蘇格蘭）   |
| 'D'中隊             | 'E'中隊（威爾斯）       | 'G'中隊（曼徹斯特） |
| 'G'中隊             | 'E'中隊（威爾斯）       | 'G'中隊（曼徹斯特） |

各中隊架構
A中隊：    1（舟艇）小隊 –  2（空中）小隊 –  3（機動）小隊 –  4（山地）小隊
B中隊：    6（舟艇）小隊 –  7（空中）小隊 –  8（機動）小隊 –  9（山地）小隊
D中隊：    16（空中）小隊 –  17（舟艇）小隊 – 18（機動）小隊 –  19（山地）小隊
G中隊：    21（機動）小隊 –  22（山地）小隊 – 23（舟艇）小隊 –  24（空中）小隊

### 特別計劃隊
“特別計劃隊”（Special Projects Team）是特種空勤團反脅持和反恐隊伍的官方名稱。該部隊訓練項目包括：近身距離作戰、狙擊技巧，以及在建築物或公共交通工具的人質營救。它是於1970年代初成立。當時的英國首相愛德華·希思要求英國國防部需要做好一切準備措施以應付類似於慕尼黑慘案的潛在恐襲威脅。為此，特種空勤團的“反革命戰爭聯隊”（Counter Revolutionary Warfare Wing，CRW）得以成立。該聯隊現已改稱為“反恐聯隊”（Counter-Terrorist Wing）。
當該聯隊成立後，每個中隊都不斷在進行各種反恐訓練，包括：人質營救、圍攻，以及實彈演練。據指在CRW訓練中，每名士兵均發射超過100,000發手槍子彈。平均每過16個月，各中隊便會刷新他們的訓練。CRW隊伍的首次部署為巴爾科姆街包圍戰，當時一群臨時愛爾蘭共和軍成員被警察包圍，形成交障狀態。但當他們透過BBC新聞聽到有關特種空勤團將前來清場的報導後便選擇棄械投降了。
CRW隊伍首次被紀錄在案的行動為1977年的漢莎航空181號班機劫機事件，當時他們為參與營救行動的德國聯邦邊防軍第9國境守備群（GSG 9）提供了支援。另一次為1980年的伊朗大使館包圍戰的營救行動。
反恐為所有中隊的職責，他們會經歷一個長達12個月和另一個為期6個月的輪換基礎訓練，目的是要確認所有隊員都已經通過反恐和近戰訓練。特種空勤團會在蓬蒂拉斯軍訓區進行反恐訓練，裡面會有一個叫“殺人屋”（Killing House；也被稱為近戰屋）的訓練設施，以及一架波音747客機，它可被重新配置以重現幾乎任何商用飛機的內部佈局。

### 指揮架構

#### 常規部隊
第22特種空勤團受到特種部隊總監（Director Special Forces, DSF）的指揮。該職位原為准將級的職位，然而當意識到英國特種部隊的顯著擴軍，它便從准將級升級到少將級。

#### 預備役部隊
在赫里克行動期間，特種空勤團的預備役部隊主要負責訓練阿富汗國家警察。然而在收到有關該單位的作戰能力的評論後，他們被要求撤出，任務被轉交予英軍的常規步兵單位。該報告指出特種空勤團的預備役部隊欠缺一個指定的崗位以及與常規特種部隊一同作戰的能力。2014年9月1日，第21和第23特種空勤團退出了英國特種部隊的指揮架構，並被改編至第1情報監視和偵察旅。不過在2019年，第21和23空降特勤隊被再次編入UKSF的指揮架構之內。

## 招募、選拔和訓練
英國特種部隊的常規單位從來不會向公眾公開招募。所有英軍現役人員都能夠申請進行特種部隊的選拔，但事實上大部份候選人通常都有著突擊隊或空降兵的背景。選拔每兩年舉行一次，在夏天和冬天進行。地點位於威爾斯中部的森尼布里奇和威爾斯南部的布雷肯比肯斯山脈。整個選拔歷時五個月，開始時通常會有約200名候選人。在抵達後候選人要先完成一個個人體能測試，以及一個年度體能測試。期間候選人必須在兩分鐘內完成至少50次仰臥起坐；兩分鐘內完成至少44次俯臥撑，以及在十分三十秒內跑完1.5英里（2.4）。另外要攜帶25公斤裝備在兩小時內完成8.0英里（12.9）的行軍。接著他們需要分秒必爭的在越野行軍，增加每天所覆蓋的距離，以達到耐力測試的要求。這是一場全長40英里（64）的行軍，候選人還需要攜帶全副裝備，並在20小時內從佩尼范峰高峰上下山。在山地環節過後，候選人需在30分鐘內跑4英里（6.4）和在90分鐘內進行兩英里（3.2公里）的游泳。
下一個環節是叢林環節，會在伯利茲、汶萊或馬來西亞進行，候選人將受訓野外定向、巡邏技巧，以及叢林生存技巧項目。候選人回到赫里福德後便會完成作戰計劃和外國武器訓練，並將完成格鬥生存訓練。最後為長達一星期的逃亡及躲避環節。候選人會組成巡邏兵，並只攜帶一個裝滿求生裝備的罐子。期間他們會穿上二戰時期的制服，並應要求前往一個地點。
通常會有15—20%的候選人通過山地環節，大部份的候選人會在選拔開始後的數天內遭到淘汰，而隨著選拔越來越艱難，最後通常只會剩下30人完成選拔。一旦完成選拔，候選人便會正式轉移到一個中隊服役。

## 已知装备
以下是部份已確認的裝備。值得一提的是這列表並不可能完整，因為SAS還會使用更多非制式槍械。

### 個人武器

#### 手槍
| 武器名稱 | 原產地 | 備註                                                                        | 參考資料 |
| -------- | ------ | --------------------------------------------------------------------------- | -------- |
| L9A1     | 比利时 | 為白朗寧大威力手槍，前英軍制式手槍，於1950—1990年代使用                     | [ 100 ]  |
| L105A1   | 德国   | 為P226 9mm口徑型，90年代後期—2010年代間使用，取代L9A1。部分配備20發延長彈匣 | [ 101 ]  |
| L105A2   | 德国   | 為P226R 9mm口徑型，取代舊版P226，同樣部分配備20發延長彈匣                   | [ 102 ]  |
| L107A1   | 德国   | 為P228，主要在要員保護及隱蔽行動期間裝備                                    | [ 101 ]  |
| L117A1   | 德国   | 為P229 9mm口徑型，取代L107A1                                                | [ 102 ]  |
| L47A1    | 德国   | 瓦爾特PPK，用於隱蔽行動，目前已撤裝                                         | -        |
| SIG P230 | 德国   | 用於隱蔽行動                                                                | [ 103 ]  |
| L131A1   | 奥地利 | 為第四代格洛克17，英軍現役制式手槍                                          | -        |
| L137A1   | 奥地利 | 為第四代格洛克19，現役制式手槍，逐步取代P226系列                            | [ 102 ]  |
| 威爾洛   | 英国   | 二戰間裝備的栓式滅音手槍，二戰後仍有限使用                                  | [ 104 ]  |

#### 衝鋒槍
| 武器名稱 | 原產地 | 備註 | 參考資料 |
| -------- | ------ | --- | -------- |
| MAC M-10 | 美国   | 已被HK MP5所取代                                                                                         | [ 105 ]  |
| 史特林   | 英国   | 採用型號包括：L2A3、L34A1和Mk 7等，已被HK MP5所取代                                                      | [ 105 ]  |
| HK MP5   | 德国   | 採用型號為MP5A3、MP5A5、MP5SD和MP5K等，主要用於CQB及城市反恐作戰，目前已普遍被10吋槍管的L119A1／A2所取代 | [ 106 ]  |

#### 步槍／卡賓槍
| 武器名稱       | 原產地                     | 備註                                                                                                 | 參考資料 |
| -------------- | -------------------------- | --- | -------- |
| L1A1 SLR       | 英国                       | 為FN FAL的英軍版本及前制式步槍，只能半自動射擊，後來被M16所取代                                      | [ 107 ]  |
| 柯特602型      | 美国                       | 最早於印馬對峙期間採用，後被M16系列所取代                                                            | [ 107 ]  |
| M16            | 美国                       | 採用型號包括M16、M16A1和M16A2，通常會裝上M203榴彈發射器；60—90年代最常用的突擊步槍，已被L119A1所取代 | [ 107 ]  |
| CAR-15         | 美国                       | 採用型號包括柯爾特突擊型，已被L119A1所取代                                                           | [ 107 ]  |
| HK33／53       | 德国                       | 已退役                                                                                               | [ 108 ]  |
| HK G36K        | 德国                       | 曾發現在阿富汗使用                                                                                   | [ 109 ]  |
| 迪瑪高C7A1     | 加拿大                     | 已退役                                                                                               | [ 110 ]  |
| L119A1         | 加拿大                     | 於21世紀初開始採用，使用15.7吋或10吋槍管，裝有各種戰術配件                                           | [ 111 ]  |
| L119A2         | 加拿大                     | 現役制式突擊步槍，於2015年開始採用，使用16.5吋或10吋槍管，裝有各種戰術配件                           | [ 111 ]  |
| LWRC M6A2 UCIW | 美国                       | UCIW招標的赢家                                                                                       | [ 112 ]  |
| SIG MCX        | 美国                       | - | [ 113 ]  |
| L403A1         | 美国                       | 新型制式突擊步槍                                                                                     | -        |
| HK G3          | 德国 · 英国                | 採用型號包括G3A3、G3KA4和MC51                                                                        | [ 114 ]  |
| AK系列         | 苏联 · 羅馬尼亞 · 南斯拉夫 | 包含著多個版本和衍生型，主要用於訓練和隱蔽行動                                                       | [ 115 ]  |

#### 狙擊步槍
| 武器名稱       | 原產地 | 備註                                | 參考資料        |
| -------------- | ------ | ----------------------------------- | --------------- |
| L42A1          | 英国   | 已被L96所取代                       | [ 116 ]         |
| L96／L96A1     | 英国   | 已被L118A1及L115所取代              | [ 116 ]         |
| L118A1         | 英国   | -                                   | [ 116 ]         |
| AI AWC         | 英国   | 用於隱蔽行動及暗殺任務              | [ 116 ]         |
| HK G3SG/1      | 德国   | 中近離狙擊用，目前已被HK417所取代   | [ 114 ]         |
| M110 SASS      | 美国   | -                                   | -               |
| L2A1           | 德国   | 為HK417，現役狙擊步槍／精確射手步槍 | [ 117 ]         |
| L115A1／A3／A4 | 英国   | -                                   | [ 116 ]         |
| 精密國際AXMC   | 英国   | -                                   | -               |
| IWI DAN.338    | 以色列 | 曾在敘利亞境內使用                  | [ 118 ] [ 119 ] |
| C14大灰狼      | 加拿大 | -                                   | -               |
| L121A1         | 英国   | 反器材步槍                          | [ 116 ]         |
| 精密國際AX50   | 英国   | 反器材步槍                          | -               |
| 巴雷特M82A1    | 美国   | 反器材步槍                          | [ 120 ]         |
| 巴雷特M107A1   | 美国   | 反器材步槍                          | -               |

#### 輕機槍／通用機槍
| 武器名稱  | 原產地 | 備註                                           | 參考資料 |
| --------- | ------ | ---------------------------------------------- | -------- |
| FN Minimi | 比利时 | 現役，命名為L108A1及L110A1／A2                 | [ 121 ]  |
| Maximi    | 比利时 | -                                              | [ 121 ]  |
| L7A2      | 英国   | 為FN MAG通用機槍的英軍版本，通常會安裝在車輛上 | [ 122 ]  |

#### 霰彈槍
| 武器名稱 | 原產地 | 備註                                      | 參考資料 |
| -------- | ------ | ----------------------------------------- | -------- |
| L74A1    | 美国   | 為雷明登870，包括槍托削短型，主要用於破門 | [ 123 ]  |
| L128A1   | 義大利 | 為伯奈利M4                                | -        |

#### 榴彈發射器
| 武器名稱     | 原產地 | 備註                                                          | 參考資料 |
| ------------ | ------ | ------------------------------------------------------------- | -------- |
| M79          | 美国   | 已退役                                                        | [ 102 ]  |
| M203         | 美国   | 下掛在M16步槍的護木上，已退役                                 | [ 124 ]  |
| L17A1 UGL    | 德国   | 下掛在L119A1／A2的護木上                                      | [ 125 ]  |
| 法德魯防暴槍 | 美国   | 發射各種非致命彈藥；已退役                                    | -        |
| L67A1        | 英国   | 為ARWEN 37，發射各種非致命彈藥，可5連發射擊，主要用於反恐作戰 | [ 126 ]  |
| Mk 19        | 美国   | 安裝在車輛上                                                  | [ 127 ]  |

#### 反坦克武器
| 武器名稱         | 原產地      | 備註                       | 參考資料 |
| ---------------- | ----------- | -------------------------- | -------- |
| LASM反裝甲火箭筒 | 美国        | 一次性，用完即棄           | [ 128 ]  |
| ILAW反坦克火箭筒 | 瑞典        | 一次性，用完即棄           | [ 128 ]  |
| NLAW反坦克飛彈   | 瑞典 · 英国 | 一次性，用完即棄           | -        |
| L14A1            | 瑞典        | -                          | -        |
| LAW-80           | 英国        | 一次性，用完即棄           | [ 128 ]  |
| FGM-148標槍飛彈  | 美国        | 一次性，用完即棄，自主導引 | [ 128 ]  |
| MILAN反坦克導彈  | 法國 · 德国 | -                          | [ 128 ]  |

#### 便攜式防空飛彈
| 武器名稱   | 原產地 | 備註                     | 參考資料 |
| ---------- | ------ | ------------------------ | -------- |
| FIM-92刺針 | 美国   | 最早於福克蘭戰爭開始使用 | [ 129 ]  |
| 星紋       | 英国   | -                        | [ 128 ]  |

#### 迫擊炮
| 武器名稱              | 原產地 | 備註 | 參考資料 |
| --------------------- | ------ | ---- | -------- |
| L16 81毫米迫擊砲      | 英国   | -    | [ 128 ]  |
| L9A1 51毫米輕型迫擊砲 | 英国   | -    | [ 128 ]  |

#### 反人員地雷
| 武器名稱      | 原產地 | 備註 | 參考資料 |
| ------------- | ------ | ---- | -------- |
| M18A1闊刀地雷 | 美国   | -    | [ 130 ]  |

#### 手榴彈
| 武器名稱  | 原產地      | 備註               | 參考資料 |
| --------- | ----------- | ------------------ | -------- |
| G60震撼彈 | 英国        | 用於反恐作戰       | [ 131 ]  |
| 煙霧彈    | 英国        | -                  | [ 132 ]  |
| L2        | 英国        | 破片手榴彈；已退役 | -        |
| L109A1    | 瑞士 · 英国 | 破片手榴彈         | [ 132 ]  |

### 個人裝備
- 作戰服
  -  英國陸軍坦克兵連身工作服（已退役）
  -  連身突擊衣（Coverall Assault Suit；1970年代—21世紀初裝備於特別計劃隊）
  -  DPM迷彩（英语：Disruptive Pattern Material）（已退役）
  -  沙漠迷彩制服（英语：Desert Camouflage Uniform）（已退役）
  -  陸軍作戰服（通用迷彩樣式；已退役）
  -  Crye Precision G2 UKSF Custom／G3作戰服（黑色、MultiCam及MultiCam Black樣式）
- 戰術頭盔
  -  AC-100（已退役）
  -  Mk 6（已退役）
  -  Gentex TBH（已退役）
  -  AC-900系列（已退役）
  -  Ops-Core FAST Carbon（Multicam塗裝）
  -  Ops-Core FAST Maritime（Multicam塗裝）
  -  Ops-Core FAST SF（卡其色塗裝）
- 攜板背心
  -  Armourshield GPV（已退役）
  -  MSA Paraclete RAV（已退役）
  -  MSA Paraclete RMV（已退役）
  -  Crye Precision JPC／JPC 2.0（Multicam塗裝）
  -  Crye Precision AVS（Multicam塗裝）
  -  Ferro Concepts FCPC V5（Multicam塗裝）
- 抗噪耳機
  -  3M Peltor Comtac XPI
  -  Ops-Core AMP
- 夜視儀[133]
  -  AN/PVS-7（已退役）
  -  AN/PVS-21
  -  AN/PVS-15
  -  Excelitas KESTREL BNVD
- 網型面罩（常見於生存遊戲的裝備，目前被SAS幹員在進行模擬演習或訓練時使用）
- 快拔槍套
  -  Blackhawk CQC Serpa（供SIG P226手槍或格洛克17手槍使用）
  -  Radar 1957 6661（供格洛克17手槍使用）
  -  Safariland 6354DO（供格洛克17或格洛克19手槍使用）
- 軍靴
- 手套
- 瑞士軍刀[133]
- 砍刀
- 戰術衛星通信[133]
- 全球定位系統[133]
- 熱能探測器[133]
- 地面雷達[133]
- 激光目標指示器[133]
- 雷射瞄準器
  -  AN/PEQ-2
  -  LA-5/PEQ
- 瞄準鏡
  -  Trijicon ACOG TA01倍率瞄準鏡（供L119A1、L119A2及L100A1使用）
  -  Trijicon RMR小型紅點鏡（安裝在ACOG TA01上方作為輔助瞄具使用）
  -  Aimpoint Comp M4紅點鏡（供L119A1使用）
  -  Aimpoint Micro T1／T2紅點鏡（供L119A1、L119A2及M6A2 UCIW使用）
  -  SIG Romeo 4T紅點鏡（供L119A2使用）
  -  EOTECH EXPS3全息瞄準鏡（供SIG MCX使用）
  -  Aimpoint 3XMag放大鏡（供L119A1及L119A2使用）
  -  L900A1光學組件（供L403A1使用）
- 循環呼吸器[133]
  -  A/R3機組人員循環呼吸器（已退役）
  -  S6（英语：S6 NBC Respirator）（已退役）
  -  Avon S10（英语：S10 NBC Respirator）（已退役）
  -  Avon FM12（英语：FM12 NBC Respirator）（已退役）
  -  Scott GSR（英语：General Service Respirator）
- 無線電[133]
  -  AN/PRC-148（英语：AN/PRC-148）

## 著名成員
- 約翰·麥卡利斯（John McAleese）：前22團B中隊士兵，曾參與1980年伊朗大使館包圍戰和1982年福克蘭戰爭，退役後當過私人軍事承包人員，以及在影視作品和生存遊戲等領域方面的顧問。此外，電子遊戲《決勝時刻：現代戰爭》三部曲登場角色約翰·普萊斯就是以他作原型。麥卡利斯最終於2011年因心臟病發在希臘的住所去世。
- 弗蘭克·柯林斯（英语：Frank Collins (British Army soldier)）（Frank Collins）：前22團B中隊士兵，為1980年伊朗大使館包圍戰期間最先攻入大使館的SAS隊員。柯林斯於1998年在汽車內自殺身亡。
- 史蒂文·比利·米切爾（Steven Billy Mitchell）：前22團士兵，參與過北愛爾蘭衝突和波斯灣戰爭。波斯灣戰爭期間為布沃爾2-0（英语：Bravo Two Zero）小隊的指揮官，在一次行動中重傷並被敵軍俘虜，後被釋放及休養一段時間後繼續服役至1993年退役。現為一名作家，以安迪·麥克納布（Andy McNab）的筆名出書。
- 科林·阿姆斯特朗（Colin Armstrong）：前23團士兵，在波斯灣戰爭中被分配到Bravo 2-0（英语：Bravo Two Zero）小隊，並是小隊中的唯一倖存者，更是「史上最長程的逃生」記錄保持者。由於在逃生期間喝了含有核廢料的污水而導致肌肉嚴重萎縮（英语：Muscle atrophy），因而被迫從前線中退役，但他依然選擇留在部隊中作為一名教官直到1994年。從SAS隱退後他成為了一名小說作家，克里斯·瑞安（Chris Ryan）是他的筆名。其小說《反擊》（Chris Ryan's Strike Back）後來更被改編為電視劇。他亦曾在《極限權利》中飾演SAS長官約翰尼·貝爾。
- 貝爾·格里爾斯：前预备役（21团）士兵，在非洲南部一次自由跳傘意外後退役，現在是一名作家、登山家、主持人、演說家。
- 戴德偉（David Micheal Davis）：前21團士兵，現為政治家，隸屬保守黨。
- 本·格里芬（英语：Ben Griffin (SAS)）：曾參與伊拉克戰爭的SAS老兵，現為一名活躍的反戰人士。
- 克里斯蒂安·克雷格黑德（Christian Craighead）：2019年奈洛比酒店襲擊協助肯亞軍警進行營救的第22團士兵，後因身份暴露而退役，現為一名小說作家並定居美國。

## 虛構作品中的形象
SAS作為一個相當知名的特種部隊，在許多虛構作品中也常以各種形象出現。而他們在1980年伊朗大使館包圍戰的行動中身穿黑色連身服，佩戴防毒面具，並手持MP5衝鋒槍的形象已成為大眾對該部隊的刻板形象，亦影響了不少有SAS出現的作品。

### 電子遊戲
- ：作為反恐部隊人物皮膚之一，以穿著“黑裝備”及佩戴防毒面具（没戴頭盔）的CRW隊伍形象登場。
  - ：刪除片段中作為玩家可扮演的反恐部隊，除了穿著淺藍色工作服的CRW隊伍造型外還有穿著白色和沙漠迷彩作戰服的人物皮膚。多人模式中為反恐部隊的人物皮膚之一，僅以穿著淺藍色工作服，佩戴防毒面具的CRW隊伍形象登場。
  - ：作為反恐部隊人物皮膚之一，以佩戴防毒面具的CRW隊伍形象登場，工作服為海藍色。
  - ：作為反恐部隊人物皮膚之一，與一觸即發的版本相同。
  - ：一名叫“瑞安”的SAS幹員為可使用的反恐部隊角色。
  - ：作為其中一支反恐部隊登場，以佩戴防毒面具（没戴頭盔）的CRW隊伍形象登場，工作服為海藍色。
  - 《2》：與《全球攻勢》相同。
- 《特種空勤團：捍衛明天（英语：SAS: Secure Tomorrow）》

- 及重製版：戰役模式中第22團SAS將介入俄國內戰並阻止一場世界危機。聯機模式中亦有登場，有兩種造型，分別為穿著“黑裝備”及佩戴防毒面具的CRW隊伍造型，以及配搭軍綠色作戰裝束的造型。
- ：遊戲中的虛構特種部隊，「141特遣隊」是從美、英、澳、紐、加等多國的精銳特種部隊中挑選幹員組成，其中遊戲內隸屬該部隊的多名主要角色（包括：「肥皂」、普萊斯、「幽靈」）都是來自英國SAS。
- ：戰役模式中第22團SAS參與了在倫敦的反恐掃蕩行動並試圖回收化學武器，聯機模式中亦有登場。以穿著海藍色工作服、佩戴抗噪耳機和防毒面具（没戴頭盔）的CRW隊伍形象登場。
- ：戰役模式中第22團SAS參與了在倫敦的反恐作戰，期後為了回收生化毒氣及抓捕恐怖份子，他們被部署到烏茲克斯坦、俄羅斯和格魯吉亞等地執行任務。在聯機模式中為“同盟”陣營的一部份，並有多名幹員隸屬該部隊。“同盟”的“軍事模擬”部隊造型則以現實中2010年代後期的SAS CRW隊伍為原型。其中一名幹員“奥特”能夠使用以《決勝時刻4：現代戰爭》關卡“人員消耗戰”（Crew Expendable）中登場的CRW隊伍為原型的服裝造型。

- ：作為一個可扮演的陣營登場。
- 《特種部隊Online》
- 《穿越火线》（赛斯）
- 《三前洲部隊》

- 《三角洲部队6》

- ：聯機模式中玩家可扮演的其中一支特種部隊，以穿著沙漠迷彩作戰裝束的形象登場。
- 《潛龍諜影3：食蛇者》
- 系列
  - :在遊戲中一共有四名身份為SAS的幹員：Sledge、Thatcher、Smoke、Mute。全部幹員均以穿著“黑裝備”、及佩戴防毒面具（没戴頭盔）的CRW隊伍形象登場。

### 電影
- 《敢做就贏（英语：Who Dares Wins (film)）》：改編自1980年伊朗駐倫敦大使館人質事件。
- 《熱血回歸》：僱傭兵當中的路易斯是前SAS的隊員。
- 《全面攻佔2：倫敦救援》：在電影高潮中第22團SAS與主角麥克·班寧合作從恐怖份子手上救回美國總統班傑明·亞瑟。
- 《金刚：骷髅岛》：远征队一员詹姆斯·康拉德是前SAS的隊員。
- 《6 Days（英语：6 Days (2017 film)）》：改編自1980年伊朗駐倫敦大使館人質事件。

### 電視劇
- 《極限權利》（Ultimate Force）
- ：系列中多個角色都曾是SAS的隊員，包括：《絕地救援》時期的主角約翰·波特。
- 《海豹突擊隊》：於第二季第十一集，SAS與DEVGRU隊員就劫機事件展開聯合營救行動，以登上客機機艙擊殺所有劫機者並確保人質的安全。

### 動畫
- 《古城荊棘王》（King of Thorn）

### 漫畫
- 《危險調查員》：主角奇頓・太一是特种空勤团（SAS）之野外求生术的教官，在福克兰群岛战争中和伊朗人质危机中以SAS队员的身分表現活跃。
- 《貓屎一號》：在故事結尾有兩位SAS狙擊手企圖狙殺在南北兩越邊境放置核地雷的帕奇三人，但因為帕奇終止任務而作罷。在續篇《貓屎一號'80》裡，帕奇到英國SAS作交流生，還參與伊朗大使館包圍戰和福克蘭群島戰爭。

## 受SAS影響的特種部隊

### 英联邦成员国及前英属地区
- 澳洲陸軍特種空勤團
- 紐西蘭特種空勤團
- 香港警察機動部隊總部特別任務連（又稱：飛虎隊）

#### 已解散
- 加拿大特種空勤連隊（英语：Canadian Special Air Service Company）
- 羅德西亞特種空勤團

### 其他国家
- 菲律賓國家警察特別行動部隊（英语：Special Action Force）
- 以色列國防軍總參謀部偵察部隊
- 比利時地面部隊特種部隊群
- 法國陸軍第1海軍陸戰傘降團
- 美國陸軍三角洲部隊

## 関連項目
- 特種槍械司令部

### 引用
1. ↑  . Special Air Service Association.   [21 January 2011]. （原始内容存档于2018-04-20）.
2. ↑  . Special Air Service Association.   [21 January 2011]. （原始内容存档于2022-01-12）.
3. ↑  Army Briefing Note 120/14, NEWLY FORMED FORCE TROOPS COMMAND SPECIALIST BRIGADES, Quote . It commands all of the Army’s Intelligence, Surveillance and EW assets, and is made up of units specifically from the former 1 MI Bde and 1 Arty Bde, as well as 14 Sig Regt, 21 and 23 SAS(R).
4. ↑  Thompson, p.8
5. ↑  Molinari, p.22
6. 1 2  Haskew, p.39
7. ↑  Thompson, p.7
8. ↑  Thompson, p.48
9. 1 2  Haskew, p.40
10. ↑  Molinari, p.25
11. ↑  Haskew, p.42
12. ↑  Morgan, p.15
13. ↑  . The Times (London). 31 March 2009  [28 March 2010]. （原始内容存档于2010-05-23）.
14. ↑  . The Times (London). 6 June 2006  [28 March 2010]. （原始内容存档于2010-05-31）.
15. ↑  Haskew, pp.52–54
16. 1 2  Shortt & McBride, p.15
17. 1 2  Shortt & McBride, p.16
18. ↑  . Airborne Museum Oosterbeek.   [3 November 2010]. （原始内容存档于2012年4月25日）.
19. ↑  Schorley, Pete; Forsyth, Frederick (2008). Who Dares Wins: Special Forces Heroes of the SAS. Osprey Publishing, page 50
20. 1 2  Shortt & McBride, p.17
21. ↑  Shortt & McBride ,p.18
22. 1 2 3  . The Daily Telegraph (London). 3 October 2002  [19 March 2010]. （原始内容存档于2021-04-15）.
23. ↑  Shortt & McBride, p.19
24. ↑  Shortt & McBride, p.20
25. ↑  Griffin, pp.150–152
26. 1 2 3 4 5 6  Scholey & Forsyth, p.12
27. ↑  Scholey & Forsyth, p.104
28. ↑  Scholey & Forsyth, p.57
29. ↑  Scholey & Forsyth, p.53
30. ↑  Scholey & Forsyth, p.11
31. ↑  Scholey & Forsyth, p.212
32. ↑  Hawton, Nick. . The Times (London). 2 April 2004  [21 March 2010]. （原始内容存档于2008-05-17）.
33. ↑  Bellamy, Christopher. . The Independent (London). 11 April 1994  [21 March 2010]. （原始内容存档于2015-09-25）.
34. ↑  . 16 May 1999  [23 February 2015]. （原始内容存档于2020-12-01）.
35. ↑  Scholey & Forsyth, p. 265
36. 1 2  Neville, Leigh,  Special Forces in the War on Terror (General Military), Osprey Publishing, 2015 ISBN 978-1472807908
37. 1 2  Neville, Leigh, The SAS 1983-2014 (Elite), Osprey Publishing, 2016, ISBN 1472814037 ISBN 978-1472814036
38. ↑  Urban, Mark, Task Force Black: The Explosive True Story of the Secret Special Forces War in Iraq , St. Martin's Griffin  , 2012 ISBN 1-250-00696-1 ISBN 978-1-250-00696-7
39. ↑  Harding, Thomas;  et al. . The Daily Telegraph (London). 24 August 2011  [26 August 2011]. （原始内容存档于2012-09-15）.
40. ↑  Norton-Taylor, Richard. . The Guardian (London). 23 August 2011  [26 August 2011]. （原始内容存档于2021-04-11）.
41. ↑  . la Repubblica. 25 August 2014  [17 September 2014]. （原始内容存档于2020-09-15） （意大利语）.
42. ↑  Rebecca Perring. . Express. 25 August 2014  [18 September 2014]. （原始内容存档于2019-05-28）.
43. ↑  . Al Arabiya. 21 August 2014  [18 September 2014]. （原始内容存档于2020-11-11）.
44. ↑  Rachel Browne. . The Sydney Morning Herald. 24 August 2014  [18 September 2014]. （原始内容存档于2021-02-14）.
45. ↑  Nicol, Mark. . Daily Mail. 22 November 2014  [23 November 2014]. （原始内容存档于2021-02-25）.
46. ↑  A Military Enigma: The Canadian Special Air Service Company, 1948–1949, by Lieutenant-Colonel Bernd Horn, Assistant Professor of History, Royal Military College Kingston. Canadian Military History, Volume 10, Number 1. Winter 2001. （页面存档备份，存于）
47. ↑  .   [2017-09-19]. （原始内容存档于2021-01-15）.
48. ↑  . New Zealand Defence Force. 2 October 2014  [1 January 2017]. （原始内容存档于2020-07-17）.
49. ↑  . Australian Army. 14 December 2016  [1 January 2017]. （原始内容存档于2017-01-01）.
50. ↑  Abbott, Peter, Modern African Wars (I): Rhodesia 1965–80, Osprey Publishing London, 2001, p.18.
51. ↑  . 9 December 2013  [21 July 2016]. （原始内容存档于2020-09-15）.
52. ↑  . sfg.be.   [3 May 2015]. （原始内容存档于2016-10-27）.
53. ↑  .   [21 July 2016]. （原始内容存档于2020-11-11）.
54. ↑  . marsandminerva.co.uk.   [3 May 2015]. （原始内容存档于2018-04-14）.
55. ↑  .   [21 July 2016]. （原始内容存档于2014年8月16日）.
56. ↑  National Army Museum: Special Air Service 的存檔，存档日期2013-11-12.
57. ↑  . paracommando.com.   [3 May 2015]. （原始内容存档于2020-07-27）.
58. ↑  . Ministere de la Defense.   [14 April 2010]. （原始内容存档于2010年5月3日）.
59. ↑   (PDF). United States Army Special Operations Command. 13 December 2012. （原始内容 (PDF)存档于21 December 2016）.
60. ↑  McDonald, Henry. . The Guardian. 23 December 2001  [15 May 2014]. （原始内容存档于2020-11-11）.
61. ↑  .   [2017-09-19]. （原始内容存档于2009-06-03）.
62. ↑  . Parliament of the United Kingdom.   [14 April 2010]. （原始内容存档于2010-04-24）.
63. ↑  . Parliament of the United Kingdom.   [14 April 2010]. （原始内容存档于2010-04-25）.
64. ↑  . Defence Analytical Services Agency.   [26 March 2010]. （原始内容存档于10 June 2011）.
65. ↑  .   [21 July 2016]. （原始内容存档于2018-06-09）.
66. ↑  Harnden, Toby. . The Daily Telegraph (London). 23 March 2010  [25 March 2010]. （原始内容存档于2021-04-15）.
67. 1 2 3 4  Fremont-Barnes, p. 62
68. ↑  Finlan, Alistair. . Cambridge University Press.   [17 March 2010]. （原始内容存档于2023-04-23）.
69. 1 2 3  Neville, Leigh, The SAS 1983-2014 (Elite), Osprey Publishing, 2016, ISBN 1472814037 ISBN 978-1472814036, p.4-5,
70. ↑  Urban, Mark, Task Force Black: The Explosive True Story of the Secret Special Forces War in Iraq , St. Martin's Griffin  , 2012 ISBN 1250006961 ISBN 978-1250006967
71. 1 2 3  Ryan, p.40
72. ↑  Ryan, p. 150
73. ↑  Ryan, p. 97
74. ↑  . Ministry of Defence (United Kingdom).   [4 June 2010]. （原始内容存档于16 March 2010）.
75. ↑  .   [2017-09-21]. （原始内容存档于2021-01-22）.
76. ↑  .   [2017-09-21]. （原始内容存档于2018-08-16）.
77. 1 2  Rayment, Sean. . The Daily Telegraph (London). 28 December 2003  [18 March 2010]. （原始内容存档于2018-06-24）.
78. ↑  . Reserve forces and cadets association.   [18 March 2010]. （原始内容存档于22 May 2010）.
79. ↑  Fremont-Barnes, p.4
80. ↑  . Ministry of Defence.   [18 March 2010]. （原始内容存档于25 July 2010）.
81. ↑  . Ministry of Defence.   [18 March 2010]. （原始内容存档于5 November 2010）.
82. ↑  . Ministry of Defence.   [18 March 2010]. （原始内容存档于2 December 2008）.
83. ↑  . Ministry of Defence.   [18 March 2010]. （原始内容存档于16 October 2009）.
84. ↑  Thompson, p.86
85. ↑  7 Troop by Andy Mcnab and SAS Heroes by Pete Scholey
86. ↑  Ryan, pp.38–39
87. 1 2  de B. Taillon, p.38
88. ↑  Evans, Michael. . The Times (London). 5 January 2008  [25 March 2010]. （原始内容存档于2023-04-23）.
89. ↑  Sean Rayment. . published by the Telegraph Media Group Limited 11 Apr 2010.   [2015-08-03]. （原始内容存档于2020-11-28）.
90. ↑  Janes International Defence Review, May 2014, page 4
91. ↑  Army Briefing Note 120/14, NEWLY FORMED FORCE TROOPS COMMAND
SPECIALIST BRIGADES, Quote . It commands all of the Army’s Intelligence, Surveillance and EW assets, and is made up of units specifically from the former 1 MI Bde and 1 Arty Bde, as well as 14 Sig Regt, 21 and 23 SAS(R).
92. 1 2 3 4 5  Ryan, p.17
93. ↑  Ryan, p.15
94. ↑   (PDF). Ministry of Defence (United Kingdom).   [4 June 2010]. （原始内容 (PDF)存档于2009年12月10日）.
95. ↑  Ryan, p.19
96. ↑  Ryan, p.21
97. ↑  Ryan, p.23
98. ↑  Ryan, p.25
99. ↑  .   [2018-08-14]. （原始内容存档于2020-11-24）.
100. 1 2  .   [2018-08-14]. （原始内容存档于2021-02-24）.
101. 1 2 3 4  .   [2018-08-14]. （原始内容存档于2020-11-11）.
102. ↑  .   [2012-04-30]. （原始内容存档于2014-04-19）.
103. ↑  .   [2018-08-14]. （原始内容存档于2020-10-28）.
104. 1 2  .   [2018-08-13]. （原始内容存档于2020-10-28）.
105. ↑  .   [2018-08-13]. （原始内容存档于2021-03-15）.
106. 1 2 3 4  .   [2012-06-10]. （原始内容存档于2021-04-22）.
107. ↑  .   [2018-08-13]. （原始内容存档于2016-12-27）.
108. ↑  .   [2018-08-13]. （原始内容存档于2020-10-31）.
109. ↑  .   [2018-08-13]. （原始内容存档于2021-01-26）.
110. 1 2  .   [2018-08-13]. （原始内容存档于2018-05-19）.
111. ↑  .   [2018-08-13]. （原始内容存档于2018-08-14）.
112. ↑  .   [2020-03-08]. （原始内容存档于2022-01-12）.
113. 1 2  .   [2018-08-13]. （原始内容存档于2013-11-11）.
114. ↑  .   [2012-04-30]. （原始内容存档于2021-03-15）.
115. 1 2 3 4 5 6  .   [2016-07-12]. （原始内容存档于2020-11-11）.
116. ↑  .   [2018-08-13]. （原始内容存档于2020-11-24）.
117. ↑  .   [2016-02-16]. （原始内容存档于2021-01-24）.
118. ↑  .   [2016-02-16]. （原始内容存档于2019-05-24）.
119. ↑  .   [2018-08-14]. （原始内容存档于2020-08-12）.
120. 1 2  .   [2018-08-14]. （原始内容存档于2020-11-25）.
121. ↑  .   [2018-08-14]. （原始内容存档于2020-11-28）.
122. ↑  .   [2018-08-14]. （原始内容存档于2020-10-31）.
123. ↑  .   [2018-08-14]. （原始内容存档于2017-08-03）.
124. ↑  .   [2018-08-14]. （原始内容存档于2019-06-22）.
125. ↑  .   [2018-08-14]. （原始内容存档于2020-11-11）.
126. ↑  .   [2018-08-14]. （原始内容存档于2020-10-28）.
127. 1 2 3 4 5  .   [2012-04-30]. （原始内容存档于2021-04-21）.
128. ↑  .   [2018-08-14]. （原始内容存档于2020-08-13）.
129. ↑  .   [2018-08-14]. （原始内容存档于2020-10-28）.
130. ↑  .   [2018-08-14]. （原始内容存档于2017-08-31）.
131. 1 2  .   [2012-04-30]. （原始内容存档于2020-08-12）.
132. 1 2 3 4 5 6 7 8 9  .   [2012-04-30]. （原始内容存档于2019-05-21）.